# Arthur Sykes (Fußballspieler, 1897)
Arthur Broughton Sykes (* 16. Juni 1897 in Grimsby; † 1978) war ein englischer Fußballspieler.

## Karriere
Arthur Sykes spielte nach dem Ersten Weltkrieg für den lokalen Klub Grimsby Rovers und erreichte mit dem Team 1920 das Finale um den Lincolnshire Junior Cup. Während er beim 4:1-Halbfinalerfolg gegen Boston noch mitgewirkt hatte, wurde er bei der 0:2-Finalniederlage gegen Cranwell RAF nicht aufgeboten. Im Herbst 1920 kam Sykes als Amateur zum in der Football League Third Division South spielenden Klub Grimsby Town. Neben Auftritten im Reserveteam in der Midland League bestritt er für die erste Mannschaft am 6. November 1920 ein Ligaspiel bei Swansea Town, als er den verletzten Tommy Spink auf der rechten Außenstürmerposition vertrat. Die 1:3-Niederlage vor 16.000 Zuschauern im Vetch Field, bei der er mit Jim MacAuley, Harry Storer, George Morrall und Albert Smith die Sturmreihe gebildet hatte, blieb aber sein einziger Auftritt.
In der Folge war er wieder für die Grimsby Rovers aktiv, anlässlich einer Partie im Lincolnshire Senior Cup gegen den Boston FC im Dezember 1920 wurde er als „gefürchteter Rechtsaußen“ beschrieben. Die Rovers zählten Mitte der 1920er zu den stärksten Mannschaften im Non-League football von Lincolnshire, 1924 gewann die Mannschaft den Lincolnshire Junior Cup (Teilnahme von Sykes unklar), 1925 erreichte das Team erneut das Finale (Ergebnis unklar). Zudem stand das Team unter anderem 1924 im Finale um den Grimsby Hospital Cup (0:1 gegen Grimsby Albion) und den Horncastle Cup (1:2 gegen Horncastle Town), beim 2:0-Finalerfolg um den Kelley Cup gegen Spalding United im März 1924 erzielte er den Führungstreffer. Zur Saison 1926/27 schlossen sich die Rovers mit Louth Town zusammen und traten in der Louth League als Louth Town an, im Herbst 1927 fand eine Übernahme statt und der Verein trat wieder unter dem Namen Grimsby Rovers an, Sykes war zu diesem Zeitpunkt immer noch als Spieler aktiv.
Sykes repräsentierte darüber hinaus mehrfach als Auswahlspieler die Lincolnshire FA, so beispielsweise gegen Norfolk im Januar 1924 (Endstand 3:2), im Februar 1924 (Endstand 1:0) und im März 1925 (Endstand 1:3, Tor von Sykes), in allen drei Partien bildete er mit Harry Kitching die rechte Angriffsseite.